# Ivan Burcel
Ivan Burcel (* 2. ledna 1963) je bývalý slovenský fotbalista.

## Fotbalová kariéra
Hrál za Inter Bratislava. V československé lize nastoupil v 21 utkáních a dal 1 gól. Nastoupil za Inter i v Poháru UEFA.

## Ligová bilance
| Ročník                                   | Zápasy | Góly | Klub             |
| ---------------------------------------- | ------ | ---- | ---------------- |
| 1. československá fotbalová liga 1982/83 | 14     | 1    | Inter Bratislava |
| 1. československá fotbalová liga 1983/84 | 7      | 0    | Inter Bratislava |
| CELKEM                                   | 21     | 1    |                  |